# 喬克塔卡爾波山
13°13′44″S 72°51′11″W / 13.22889°S 72.85306°W
喬克塔卡爾波山（Choquetacarpo），是秘魯的山峰，位於該國南部庫斯科大區的拉孔本西翁省，處於普馬西柳山西北面，屬於安第斯山脈中烏魯潘帕山脈的一部分，海拔高度5,520米。